# 约翰·舍伍德
约翰·舍伍德（英語：John Sherwood，1945年6月4日—），英国男子田径运动员。他曾代表英国参加1968年和1972年夏季奥林匹克运动会田径比赛，其中1968年奥运会获得一枚铜牌。